# KZ Lichtenburg
Koordinaten: 51° 39′ 45″ N, 12° 55′ 55″ O
Das Konzentrationslager Lichtenburg, auch Sammellager Lichtenburg, befand sich von Juni 1933 bis Mai 1939 im Schloss Lichtenburg in Prettin (Provinz Sachsen). Das Gebäude aus dem 16. Jahrhundert wurde ab 1812 als Zuchthaus genutzt und war 1928 wegen mangelhafter baulicher und sanitärer Zustände geschlossen worden. Das Lager Lichtenburg hatte im NS-Staat als eines der ersten Konzentrationslager eine Vorbildfunktion für das Lagersystem im Deutschen Reich.

## 1933–1937

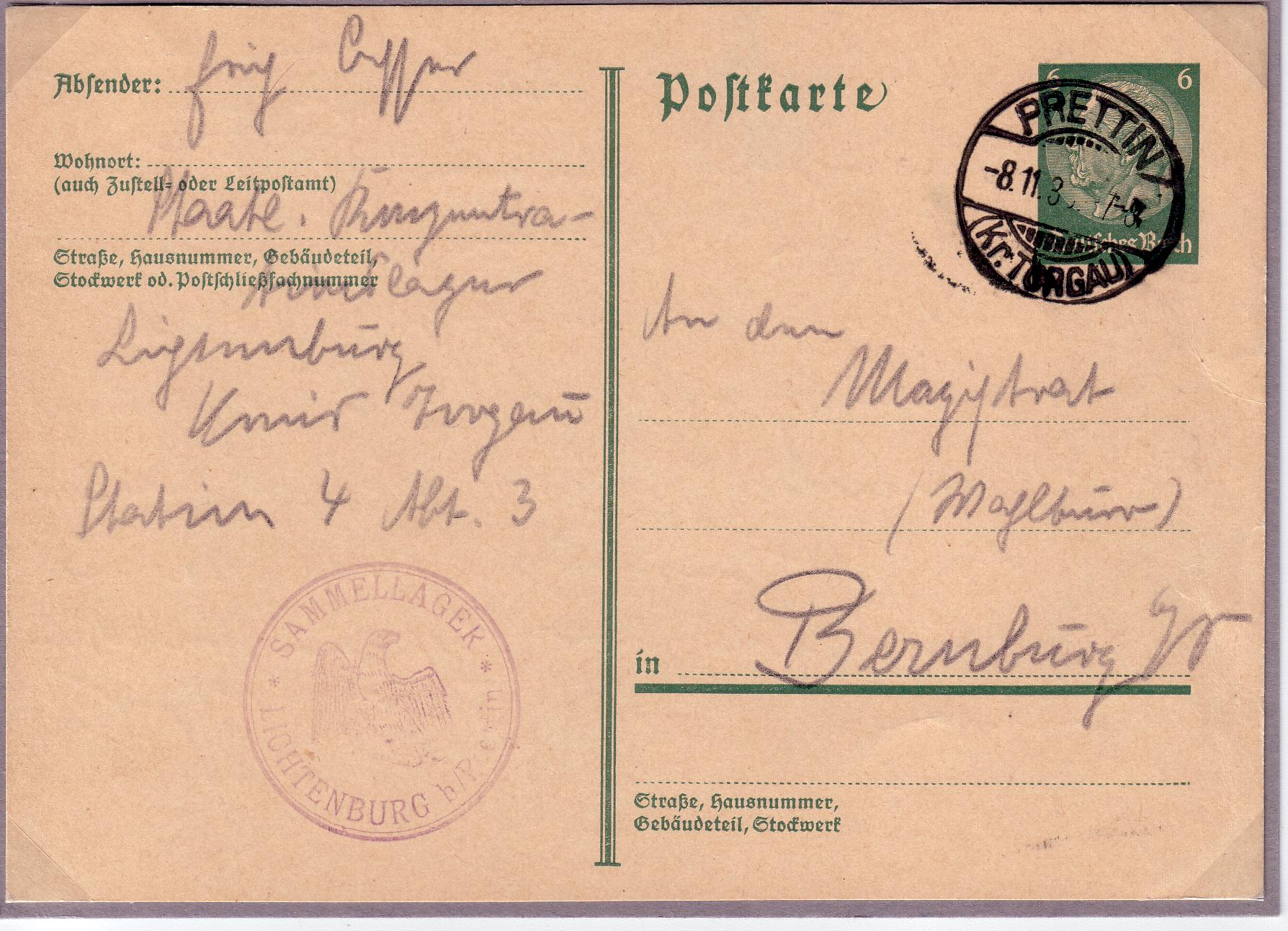
Häftlingspost Poststempel: Prettin (Kr. Torgau), 8. November 1933

Am 13. Juni 1933 wurde das Lager Lichtenburg als „Konzentrationslager für männliche Schutzhäftlinge“ eingerichtet. Für 1000 Häftlinge geplant, war das KZ Lichtenburg bereits im September 1933 mit etwa 2000 Häftlingen stark überbelegt, dadurch verschlechterten sich die Lebensbedingungen der Häftlinge extrem. Mindestens 20 (dokumentiert) Häftlinge sind in der Zeit des Lagerbestehens durch Misshandlungen, schlechte Haftbedingungen und Morde im Strafbunker umgekommen.
Wolfgang Langhoff, ehemaliger Häftling, der am 6. Dezember 1933 eintraf, traf im KZ Lichtenburg ungefähr 70 Prozent Kommunisten, 20 Prozent Sozialisten und 10 Prozent politisch unorganisierte Häftlinge an. Ab 1934 wurden zunehmend als homosexuell verfolgte Männer in die „Lichte“ gebracht und später auch sogenannte Berufsverbrecher, die als Vorbestrafte ohne Gerichtsverfahren eingewiesen wurden. Zunächst oblag die Bewachung des Lagers der Polizei. Ab Mitte August bewachten 150 SS-Männer das Lager, Lagerkommandant war SS-Truppführer Edgar Entsberger von der SS-Standarte 26. Ab dem 1. Juni 1934 galt die Dachauer Lagerordnung.
Nach dem sogenannten Röhm-Putsch wurden im Juli 1934 etwa 60 SA-Männer kurzzeitig in das KZ Lichtenburg eingewiesen. Besonders ab 1935 wurden Zeugen Jehovas verhaftet, insgesamt waren etwa 130 von ihnen im Männerlager Lichtenburg. Nach dem Erlass der Nürnberger Gesetze im September 1935 inhaftierte die SS jüdische Frauen, denen „Rassenschande“ zur Last gelegt wurde.
Am 1. November 1936 wurde Hans Helwig probeweise mit der Wahrnehmung der Geschäfte des KZ-Kommandanten beauftragt; der Inspekteur der Konzentrationslager Theodor Eicke hatte es noch im August 1936 abgelehnt, Helwig in einem KZ zu beschäftigen. Hier überließ Helwig die Lagerführung seinem als brutal und willkürlich geltenden Schutzhaftlagerführer Egon Zill. Nach Auflösung des Männerlagers Lichtenburg wurde Helwig Lagerkommandant im KZ Sachsenhausen. Unter den Häftlingen dort hatte Helwig den Spitznamen „Gänsegeneral“.

## 1937–1939 Umwandlung in ein Frauenkonzentrationslager

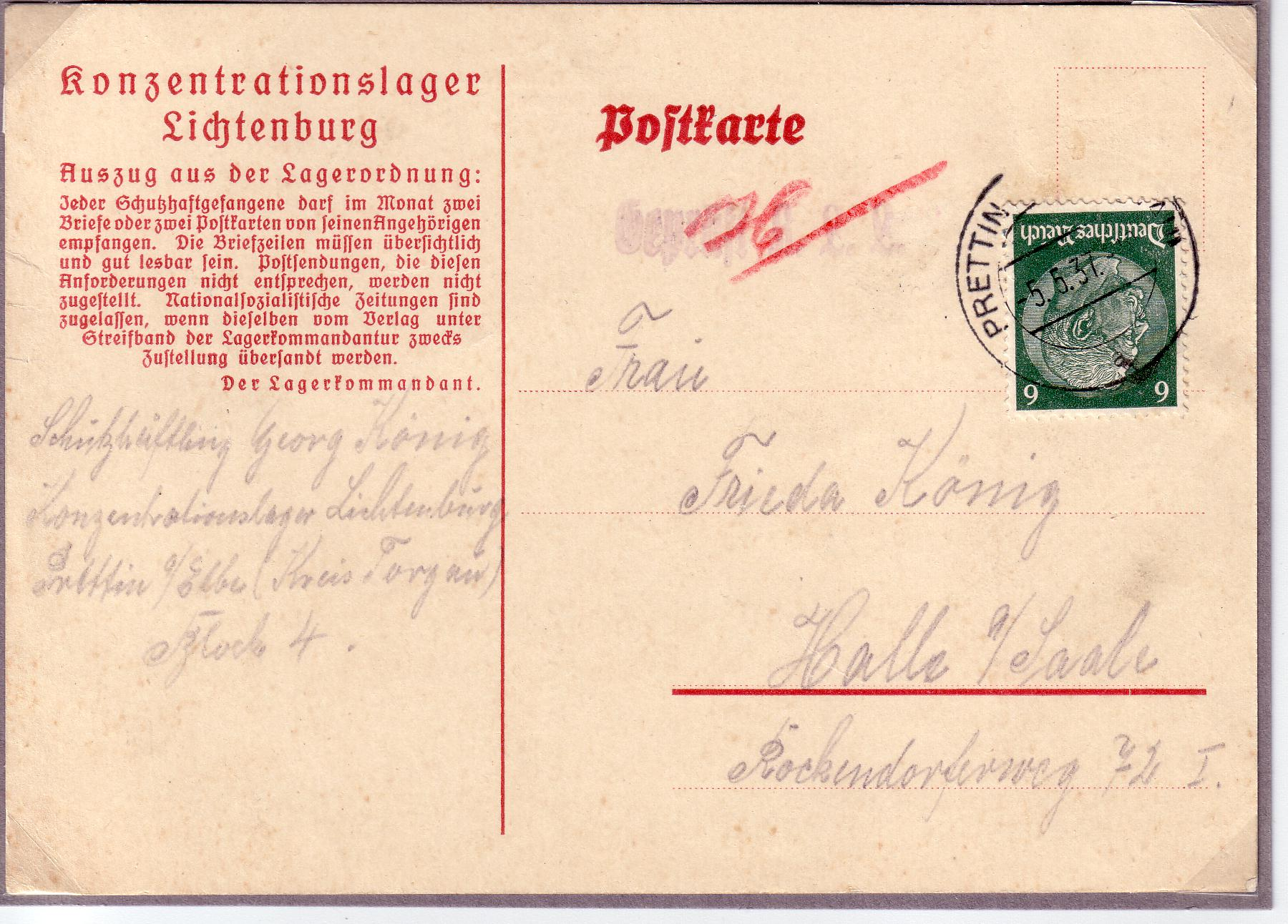
Häftlingspost an die Familie, 5. August 1937

Nach der Errichtung der KZ Sachsenhausen und Buchenwald wurde das Männer-KZ im August 1937 aufgelöst und die Burg ab Dezember 1937 übergangsweise für weibliche Häftlinge genutzt. Am 15. Dezember trafen die ersten 200 weiblichen Häftlinge aus dem Frauen-Konzentrationslager Moringen ein. Bis 1939 sind 1.415 Häftlingsnummern belegt. Das Frauenlager unterstand der SS-Inspektion der Konzentrationslager (IKL der SS). Die Lagerkommandantur übernahm SS-Standartenführer Günther Tamaschke. Als Lagerführer amtierten Alex Piorkowski und ab September 1938 SS-Hauptsturmführer Max Koegel, der aus dem KZ Dachau kam.
Da das Schloss eine marode Bausubstanz hatte und als nicht erweiterungsfähig galt, wurden im Mai 1939 die verbliebenen 867 weiblichen Häftlinge in das neugebaute Frauen-Konzentrationslager Ravensbrück verlegt.

## Häftlingsgruppen
Neben den politischen Häftlingen, die zum Teil schon seit 1933 inhaftiert waren, wurden seit 1935 verstärkt die „Bibelforscherinnen“ genannten Zeuginnen Jehovas, zurückkehrende Emigrantinnen, wegen „Rassenschande“ verfolgte jüdische Frauen, „Zigeunerinnen“ sowie sogenannte Asoziale und Kriminelle ins KZ verschleppt.

## Nutzung nach 1939
Nach der Schließung des KZ Lichtenburg fungierte das Schloss als Standort für das Totenkopf-Infanterie-Ersatzbataillon II und ab 1942 das SS-Hauptzeugamt. Bis zu 65 Häftlinge aus dem KZ Sachsenhausen, die im Zellenbereich untergebracht waren, standen der SS zur Zwangsarbeit zur Verfügung.

## Nach 1945; Einrichtung einer Gedenkstätte

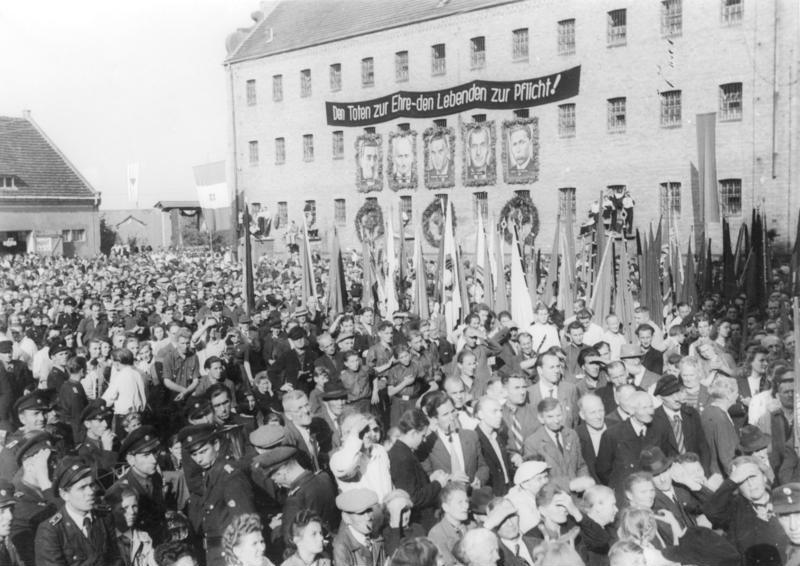
Kundgebung der VVN im ehemaligen Konzentrationslager und Zuchthaus (1949)

Nach 1945 wurden das Schloss und die angrenzenden Ländereien bis 1990 landwirtschaftlich genutzt. Im Bunker des ehemaligen KZ wurde 1965 eine Mahn- und Gedenkstätte eingerichtet, die 1974 erweitert wurde.
1995 musste die Lagergemeinschaft Ravensbrück / Freundeskreis e. V. um den Erhalt der Gedenkstätte ringen. Im Spätsommer 2000 sollte die Lichtenburg als Eigentum des Bundes durch die Oberfinanzdirektion Magdeburg verkauft werden. Unter dem Motto „KZ zu verkaufen“ brachen im In- und Ausland Proteste los. An den Bundestag wurden Anfragen gestellt. Im November 2004 drohte der Gedenkstätte erneut die Schließung. Erst nach Protest erklärte sich die sachsen-anhaltische Landesregierung zur Kostenbeteiligung bereit. Langjährige Verhandlungen über die Zukunft und die Trägerschaft der Gedenkstätte KZ Lichtenburg zwischen dem Landkreis Wittenberg, der Landesregierung in Sachsen-Anhalt und der Bundesregierung führten 2006 zu dem Entschluss, in Sachsen-Anhalt eine Gedenkstättenstiftung einzurichten.
Diese existiert seit dem 1. Januar 2007. Seit Anfang 2008 gehört die Gedenkstätte KZ Lichtenburg zu dieser Stiftung. Zwischen 2008 und 2011 wurde der ehemalige Werkstattflügel zu einem modernen Besucherinformationszentrum umgebaut. Die neue Dauerausstellung wurde mit Eröffnung der neuen Gedenkstätte am 1. Dezember 2011 der Öffentlichkeit präsentiert. Der Arbeitskreis Schloss und Gedenkstaette Lichtenburg e. V. hat sich mit Erreichen seiner Vereinsziele zum 1. Januar 2012 aufgelöst. Die Gedenkstätte KZ Lichtenburg Prettin wird durch den seit 2010 bestehenden Förderverein Schloss und Gedenkstätte Lichtenburg e. V. unterstützt.

## Wachpersonal

### Lagerkommandanten im Männerkonzentrationslager
- Mai 1934 – Juli 1934: SS-Brigadeführer Theodor Eicke
- Juli 1934 – März 1935: SS-Obersturmbannführer Bernhard Schmidt
- März 1935 – März 1936: SS-Standartenführer Otto Reich
- April 1936 – Oktober 1936: SS-Standartenführer Hermann Baranowski
- November 1936 – Juli 1937: SS-Standartenführer Hans Helwig
- Juli 1937 – Dezember 1937: kommissarisch Alexander Piorkowski

### Schutzhaftlagerführer im Männerkonzentrationslager
- Juli 1934 – Februar 1935: Edgar Entsberger
- Februar 1935 bis April 1935 Karl Otto Koch
- April 1935 bis Oktober 1936 Heinrich Remmert
- November 1936 – August 1937 Egon Zill

Arthur Liebehenschel war von 1934 bis Juli 1937 Adjutant im KZ Lichtenburg. 1940 stand er im Dienstrang eines Stabsführers und Vertreters des Inspekteurs der Konzentrationslager.

### Weitere wichtige Mitglieder der Wachmannschaft
welche später Lagerkommandanten wurden oder Führunspositionen in anderen KZ's einnahmen:
- Adam Grünewald
- Franz Kraus
- Arthur Rödl
- Kurt Schreiber
- Wilhelm Schäfer
- Otto Reinicke

### Lagerdirektor im Frauenkonzentrationslager
- Dezember 1937 – Mai 1939 Günther Tamaschke

### Stellvertretende Lagerdirektoren
- Dezember 1937 – August 1938 Alexander Piorkowski
- September 1938 – Mai 1939 Max Koegel

### Aufseherinnen
Lageraufseherinnen wurden als SS-Gefolge bezeichnet, ohne Mitglieder der SS zu sein. Von Dezember 1937 bis Februar 1939 war Margarete Stollberg und danach bis Mai 1939 Johanna Langefeld Oberaufseherin. Im Oktober 1938 wurde Maria Mandl als Aufseherin im Konzentrationslagers Lichtenburg eingestellt. Sie arbeitete dort mit etwa fünfzig anderen Frauen, die wie Mandl dem SS-Gefolge angehörten. Im Mai 1939 wurde sie mit den anderen Wärterinnen in das neu eröffnete KZ Ravensbrück bei Fürstenberg/Havel übernommen. Nachdem Mandl durch Misshandlung von Lagerinsassinnen auffiel, wurde sie zur Oberaufseherin befördert. Im KZ überwachte sie den täglichen Ablauf und den Einsatz der ihr unterstellten Aufseherinnen. Unter ihnen waren die weiblichen KZ-Gefangenen Schlägen und Auspeitschungen ausgesetzt. Im Oktober 1942 wurde Mandl ins KZ Auschwitz-Birkenau versetzt, wo sie SS-Lagerführerin wurde.

## Bekannte Häftlinge
- Max Abraham (1904–1977), Rabbiner[10]
- Susanne Benesch, Österreicherin, verstarb 1943 im KZ Ravensbrück[11]
- Stefanie Curow (1884–1939 im KZ Lichtenburg), Zeugin Jehovas[12]
- Walter Czollek (1907–1972), jüdisch-deutscher Kommunist und Leiter vom Verlag Volk und Welt
- Hans Kurt Eisner (1903–1942 im KZ Buchenwald), deutsch-jüdischer Fotograf und Filmschaffender, Sohn von Kurt Eisner
- Lotti Huber (1912–1998), deutsch-jüdische Schauspielerin, Sängerin und Tänzerin, wurde 1938 freigekauft
- Alfred Kantorowicz (1880–1962), Arzt, Zahnmedizinier, Antifaschist
- Friedrich Karl Kaul (1906–1981), deutsch-jüdischer Jurist und Schriftsteller
- Erwin Keferstein (1915–1943 an der Leningrader Front), angehender Modezeichner, mehrjährige Schutzhaft (inhaftiert nach § 175)
- Wolfgang Langhoff (1901–1966), KPD-Mitglied, Schauspieler (Lied Moorsoldaten)
- Charles Regnier (1914–2001), Schauspieler (inhaftiert nach § 175)
- Kurt von Ruffin (1901–1996), Sänger und Schauspieler (inhaftiert nach § 175)
- Gotthard Sachsenberg (1891–1961), Roßlauer Industrieller und Maschinenbauingenieur
- Hermann Salomon (1888–1970), deutsch-jüdischer Arzt, SPD-Kommunalpolitiker, Bürgermeister in Luckenwalde, Emigrant
- Werner Scholem (1895–1940 im KZ Buchenwald), jüdischer KPD-Politiker und ehem. Reichstagsabgeordneter

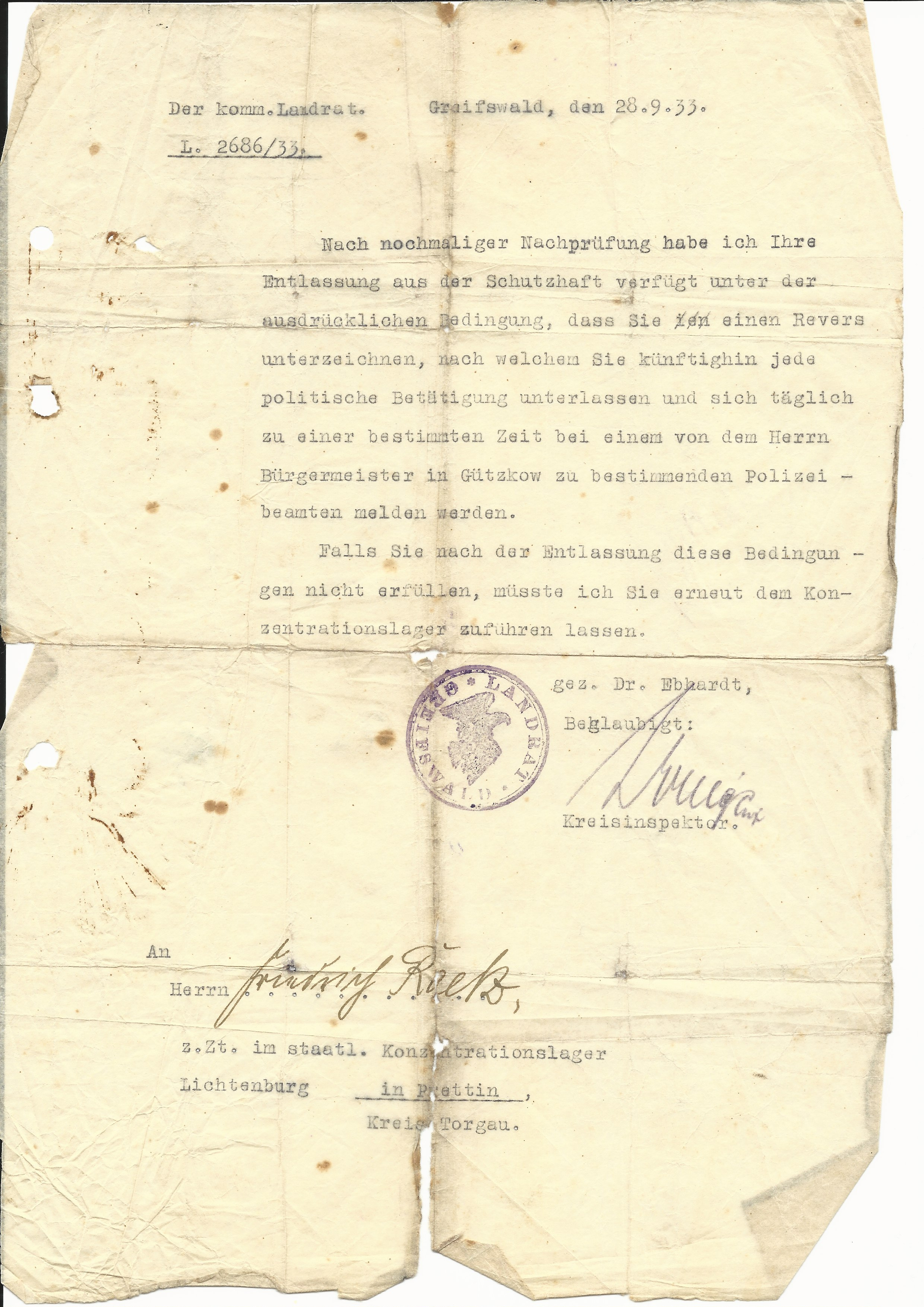
Eine Entlassungsverfügung von 1933

### Politische Häftlinge
Zahlreiche politische Häftlinge waren auf der Grundlage der Verordnung des Reichspräsidenten zum Schutz von Volk und Staat (1933) inhaftiert worden.

#### SPD-Politiker
- Kurt Baurichter(1902–1974), SPD-Politiker
- Bruno Böttge (1891–1967), deutscher Politiker (SPD, USPD, SED)
- Friedrich Ebert junior (1894–1979), SPD-Politiker, Sohn des ehemaligen Reichspräsidenten
- Walter Freitag (1889–1958), deutscher SPD-Politiker und Gewerkschaftsfunktionär
- Paul Gerlach (1888–1944 im KZ Sachsenhausen), SPD-Politiker (sowie Eiserne Front)
- Ottomar Geschke (1882–1957), KPD-Politiker (später SED), Mitunterzeichner des Aufrufs der KPD vom 11. Juni 1945
- Mathias Jakobs (1885–1935), SPD-Abgeordneter, verstarb an Haftfolgen
- Karl Mache (1880–1944 im KZ Groß-Rosen), SPD-Politiker
- Carlo Mierendorff (1897–1943), Sekretär der SPD-Reichstagsfraktion, Schriftsteller
- Ernst Reuter (1889–1953), SPD-Politiker, Oberbürgermeister von Magdeburg, später Bürgermeister von Berlin[13]
- Berthold Weese (1879–1967), SPD-Politiker, MdL und Landrat
- Albert Wagner (1895–1974), SPD-Politiker

#### KPD-Politiker und Kommunisten
- Julius Adler (1894–1945 im KZ Bergen-Belsen), KPD-Politiker
- Olga Benario-Prestes (1908–1942 in der Tötungsanstalt Bernburg), Kommunistin
- Paula Billstein (1877–1938 im KZ Lichtenbrurg), KPD-Stadtverordnete in Krefeld[14]
- Otto Brosowski (1885–1947), kommunistischer Bergarbeiter, bekannt durch die von ihm versteckte Fahne von Kriwoi Rog[15]
- Ernst Busse (1897–1952), deutscher KPD-Politiker (später SED)
- Gustav Flohr (1895–1965), Mitglied der KPD und des Deutschen Metallarbeiter-Verbandes
- Philipp Fries (1882–1950), deutscher Politiker (KPD, SPD, USPD), inhaftiert in Folge der Machtergreifung
- Paul Frölich (1884–1953), Kommunist und KPD-Politiker
- Ernst Grube (1890–1945 im KZ Bergen-Belsen), KPD-Politiker und Widerstandskämpfer
- Max Herm (1899–1982), KPD-Mitglied, später Oberbürgermeister von Brandenburg an der Havel
- Erich Hertel, KPD-Funktionär und Widerstandskämpfer[16], später Namensgeber des VdN-Erholungsheimes in Frankenhain
- Max Heydemann (1884–1956), KPD-Mitglied (später SPD) und Journalist
- Otto Hurraß, (1902–1934 im KZ Lichtenburg), deutscher Kommunist, ab Sommer 1933 in „Schutzhaft“
- Albert Kuntz (1896–1945 im KZ Mittelbau-Dora), KPD-Mitglied, verstarb im Zuge eines Verhörs
- Franz Künstler (1888–1942), SPD-Politiker, Widerstandskämpfer
- Walter Krämer (1892–1941 in einem Außenlager des KZ Buchenwald), Arzt, KPD-Politiker und Widerstandskämpfer
- Ernesto Kroch (1917–2012), Kommunist, Antifaschist
- Wilhelm Leuschner (1890–1944 in Berlin-Plötzensee hingerichtet), SPD-Politiker, Gewerkschafter und Widerstandskämpfer
- Hans Lorbeer (1901–1973), Schriftsteller und KPD-Mitglied
- Doris Maase (1911–1979), Ärztin und Widerstandskämpferin, KPD-Mitglied
- Theodor Neubauer (1890–1945 in Justizvollzugsanstalt Brandenburg enthaptet), KPD-Politiker und Antifaschist.
- Michael Niederkirchner (1882–1949), Gewerkschafter, Mitglied des ZK der KPD
- Helene Overlach (1894–1983), Reichstagsabgeordnete der KPD
- Otto Schlag (1889–1944, verstarb an Haftfolgen), KPD-Politiker
- Wilhelm Schweizer (1890–1958), SPD-Politiker, später Bürgermeister von Neuwied
- Walter Stoecker (1891–1939 im KZ Buchenwald), KPD-Politiker und MdR
- Fritz Thurm (1883–1937, verstarb an Haftfolgen), SPD-Politiker, Widerstandskämpfer
- Lisa Ullrich, (1900–1986), KPD-Abgeordnete

#### Widerstandskämpfer und Regimegegner
- Arthur Dietzsch (1901–1974), wegen Landes- und Hochverrats verurteilt
- Werner von Fichte (1896–1955), SA-Führer, Polizeipräsident, verhaftet nach dem Röhm-Putsch
- Lina Haag (1907–2012), Widerstandskämpferin, später geehrt mit dem Dachau-Preis für Zivilcourage
- Erich Knauf (1895–1944 in der Justizvollzugsanstalt Brandenburg a. d. Havel) Journalist, Schriftsteller und Regimekritiker
- Fritz Küster (1889–1966), deutscher Pazifist
- Steffi Kunke (1908–1943 im KZ Auschwitz-Birkenau), österreicherische Widerstandskämpferin
- Hans Litten (1903–1938 im KZ Dachau durch Suizid), Anwalt und Regimegegner
- Kurt Mosert (1907–1934 im KZ Lichtenburg erschossen), SA-Führer, verhaftet nach dem Röhm-Putsch
- Louis Müldner von Mülnheim (1876–1945), deutscher Offizier und Hofbeamter, verhaftet nach dem Röhm-Putsch
- Fritz Voigt (1882–1945 im KZ Berlin-Plötzensee), Gewerkschafter, Widerstandskämpfer

- Armin T. Wegner (1886–1978), Pazifist